# Institut de recherches historiques du Septentrion
L’Institut de recherches historiques du Septentrion (IRHIS, typographié « IRHiS») est une unité mixte de recherche du CNRS concentrée sur l'histoire des sociétés de l'Europe du Nord.
L'institut (IRHiS-UMR 8529) a été créé le 1er janvier 2006 à la suite de la fusion de trois équipes regroupant des historiens et des historiens d'art :
- le Centre de recherches en histoire de l'art pour l'Europe du Nord (EA 3586 Artes)
- le Centre de Recherche sur l'Histoire de l'Europe du Nord-Ouest (EA 2640 CRHEN-0)
- le Centre d'Études et de Recherches sur les Savoirs, les Arts, les Techniques, les Économies et les Sociétés (UMR 8529 Cersatès)[1].

Il est placé sous la double tutelle de l'Université de Lille et du CNRS et localisé depuis sa création sur le campus Pont-de-Bois à Villeneuve-d'Ascq.
En 2008, l'IRHIS comprend un effectif de 58 enseignants-chercheurs, 3 chercheurs, 2 ingénieurs, 81 doctorants, 3 techniciens CNRS et 2 administratifs.

## Axes de recherche
L'IRHIS a pour objectif de porter une recherche scientifique sur les thèmes de l’histoire de l’art, de l’histoire économique et sociale avec des études portant de l'échelle locale à internationale.
La recherche au sein du laboratoire se décline selon quatre axes :
- Axe 1 : Cultures visuelles et matérielles
- Axe 2 : Arts et mémoires d'Europe : identité, héritages, intégration, représentations
- Axe 3 : Guerres, sécurité(s) et (des)ordre(s) public(s)
- Axe 4 : Innovations

## Bibliothèque Georges-Lefebvre
La bibliothèque de l'IHRIS est la bibliothèque Georges-Lefebvre qui est le pôle documentaire de recherche le plus important de l'université de Lille pour ce qui relève des Sciences Humaines. Elle est spécialisée sur l'ère géographique de l'Europe du Nord-Ouest. Elle dispose de plusieurs fonds importants, notamment :
- le fonds bibliothécaire de la Société industrielle du Nord de la France (société savante patronale créée en 1873 à l'initiative de Frédéric Kuhlmann), comprenant 2400 titres et périodiques des XIXe et XXe siècles sur les techniques et sur le développement industriel, en particulier dans les domaines miniers, chimiques et textiles.
- le fonds Augustin-Laurent, constitué des archives du Maire de Lille Augustin Laurent.
- le fonds Derville, constitué des archives et la bibliothèque de l'historien Alain Derville (1924-2002)
- le fonds Chadeau (Emmanuel Chadeau)
- le fonds Florin (Jean-Pierre Florin)
- un fonds « Le parisien » comprenant tous les dossiers de presse réalisés entre 1960 et 1990 par  le journal Le Parisien sur des événements politiques, culturels ou sociaux et sur des personnalités incontournables (De Gaulle, Mendès-France).